# CRIES
CRIES (Coordinadora Regional de Investigaciones Económicas y Sociales) es una organización no gubernamental o think tank regional fundada en 1982 en Managua, Nicaragua.
Está conformada por una red de centros de investigación, organizaciones no gubernamentales, asociaciones profesionales y fundaciones que promueven la investigación económica y social en América Latina y el Caribe. 
Desde 2023, ocupa el cargo de Presidente Andrei Serbin Pont.

## Misión
La misión de CRIES busca promover la participación de la sociedad civil en los procesos de integración regional y en el debate público sobre temas relacionados con las agendas regionales y globales;
Empoderar a las redes y organizaciones de la sociedad civil en la formulación, implementación y seguimiento de políticas públicas relacionadas con focos temáticos.

## Programas

### Construcción de Resiliencia y Mecanismos Preventivos
El propósito de este programa es  identificar, analizar y fomentar actividades en torno al fortalecimiento de las capacidades preventivas para el resguardo de los derechos humanos en el mundo tomando como base las experiencias de América Latina y el Caribe.

### Diplomacia ciudadana y sociedad civil
El objetivo del segundo programa de CRIES es combinar la búsqueda “no-oficial” de canales de diálogo y/o de transformación de conflictos entre grupos o países en confrontación, como la acción sostenida en los ámbitos multilaterales,  tanto regionales como globales, para promover una agenda de cambio en torno a la construcción de la paz y a la prevención de la violencia.

### Integración Regional y Nuevo Orden Mundial
Este programa busca impulsar los estudios relacionados con el seguimiento del estado de la integración regional en Latinoamérica y el Caribe desde la perspectiva de la sociedad civil.
Busca analizar desde sus principales esquemas integracionistas convencionales (como el Mercado Común Centroamericano MCCA, CARICOM, CAN, y MERCOSUR) y desde proyectos de integración recientes en la región (UNASUR, ALBA, y la CEALC)
Asimismo, busca incluir propuestas de integración que incluyen a Estados Unidos y Canadá (TLCAN, el Tratado de Libre Comercio de Estados Unidos con Centroamérica y República Dominicana, y los diversos Tratados bilaterales con varios países de la región). 

### Pensamiento Propio
El objetivo de este programa es promover la publicación de la Revista Académica "Pensamiento Propio" que recoge diversos análisis económicos, políticos  y sociales. Pensamiento Propio reúne el análisis de numerosos académicos reconocidos de la región y del mundo, diversos líderes políticos y miembros de la sociedad civil.